# Asymilaty
Asymilaty – produkty fotosyntezy występujące u roślin i innych fotoautotrofów. Powstają one na skutek asymilacji prostych związków nieorganicznych (najczęściej dwutlenek węgla i woda). Do asymilatów zalicza się zarówno bezpośrednie produkty fotosyntezy (triozy), jak i część ich pochodnych. Zwykle są to glukoza, sacharoza i skrobia.